# امپراتور آنکان
امپراتور آنکان (به ژاپنی: 安閑天皇 Ankan-tennō)؛ زاده ۴۶۶ - درگذشته ۵۳۶) بیست و هفتمین امپراتور افسانه‌ای ژاپن بود